# 生島新五郎

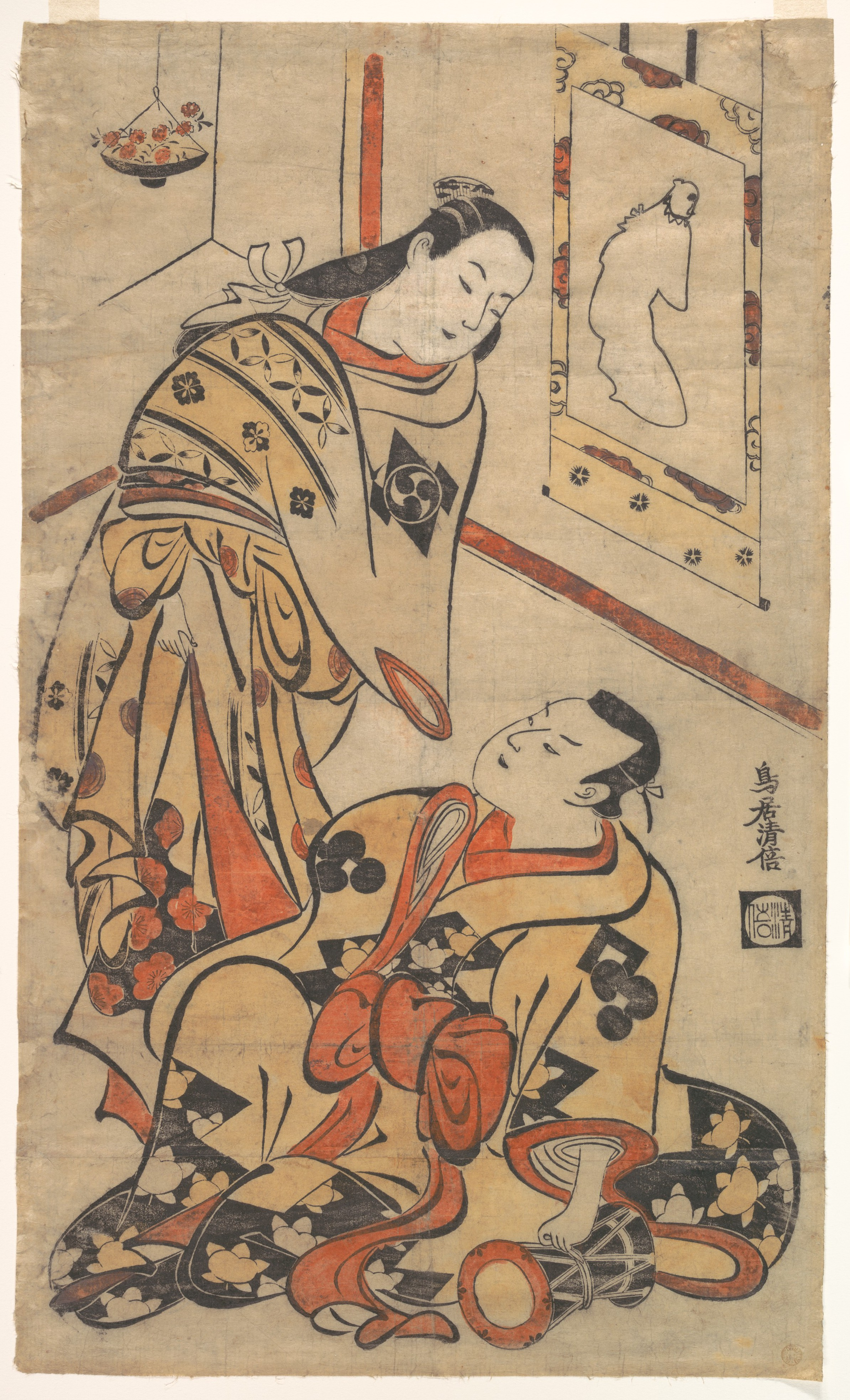
生島新五郎

生島 新五郎（いくしま しんごろう、寛文11年（1671年） - 寛保3年1月5日（1743年1月30日））は、江戸時代中期の歌舞伎役者。江戸城大奥の月光院付きの御年寄であった江島と共に、江島生島事件の中心人物である。一方で、生島半六（初代 市川團十郎を刺殺した犯人）や二代目 市川團十郎の師匠の一人でもある。
大坂生まれ。貞享元年（1684年）に野田蔵之丞の名で木挽町の芝居小屋・山村座の舞台に立つ。元禄4年（1691年）、生島新五郎と改名。当時を代表する人気役者となった。
正徳4年（1714年）、大奥御年寄の江島が寺へ参詣した帰途、新五郎の舞台を観覧し、その後宴会を開いたことで大奥の門限に遅れ、大きな問題となった。このことから江島との密会が疑われ、捕縛の上、石抱の拷問にかけられ、「自白」させられた。評定所が審理した結果、新五郎に三宅島へ遠島（流罪）の裁決が下る。また、山村座の座元も伊豆大島への遠島となって、山村座は廃座となった。当時、六代将軍徳川家宣の正室天英院と七代将軍徳川家継の生母月光院との間で大奥の派閥争いが生じており、江島は月光院派であった。
寛保2年（1742年）2月、徳川吉宗により赦免され江戸に戻ったが、翌年小網町にて73歳で没する。ただし、享保18年（1733年）に三宅島で死去したという説もある。戒名は道栄信士。墓所は三宅島にある。
この事件を題材にした川柳に「やつさずに濡れ事をする新五郎」がある。「やつす」とは「化粧をする」という意味。

## 関連作品
映画
- 『絵島生島』（1955年） - 演：九代目市川海老蔵（十一代市川團十郎）
- 『大奥』（2006年） - 演：西島秀俊

テレビドラマ
- 『大奥』（1968年・関西テレビ） - 演：田村高廣
- 『男は度胸』（1970年・NHK） - 演：中村扇雀
- 『絵島生島』（1971年・テレビ東京） - 演：片岡孝夫
- 『大奥』（1983年・関西テレビ） - 演：田村亮
- 『徳川風雲録 御三家の野望』（1986年・テレビ東京） - 演：並木史朗
- 『八代将軍吉宗』（1995年・NHK） - 演：堀内正美
- 『炎の奉行 大岡越前守』（1997年・テレビ東京） - 演：堤大二郎
- 『徳川風雲録 八代将軍吉宗』（2008年・テレビ東京） - 演：中村俊介